# The Man with One Red Shoe
The Man With One Red Shoe (O Espião do Sapato Vermelho (título em Portugal) ou O Homem do Sapato Vermelho (título no Brasil)) é um filme estadunidense de  1985 do gênero comédia, dirigido por Stan Dragoti. É uma refilmagem do filme francês de 1972 Le Grand Blond avec une chaussure noire protagonizado por Pierre Richard e Mireille Darc. Na trilha sonora, trechos da sinfonia Scheherazade de Nikolai Rimsky-Korsakov.

## Elenco
- Tom Hanks...Richard
- Dabney Coleman...Cooper
- Lori Singer...Maddy
- Charles Durning...Ross
- James Belushi...Morris
- Carrie Fisher...Paula
- Edward Herrmann...Brown
- Irving Metzman...Virdon
- Tom Noonan...Reese

## Sinopse
Cooper é um chefe de espionagem da CIA que numa operação no Marrocos arma um plano para tomar o posto de diretor da agência do esperto e inescrupuloso Ross. O diretor, contudo, sabe da armação e enquanto o caso tramita no senado americano ele e seu auxiliar Brown decidem usar uma "isca", uma pessoa anônima para desviar a atenção de Cooper e sua equipe enquanto tenta desmascará-lo.
Sabendo que Cooper colocou microfones em sua casa, Ross fala para Brown de um homem que chegará ao aeroporto da Virgínia. O auxiliar escolhe ao acaso um dos passageiros que chegaram de Chicago, o músico Richard, que chamou sua atenção ao usar em apenas um dos pés um tênis vermelho (uma brincadeira de seu amigo Morris). Os agentes de Cooper seguem e vigiam constantemente Richard e levantam todas as informações sobre a vida dele e não desconfiam da farsa quando descobrem que viajara a várias partes do mundo (para se apresentar como músico de orquestra) e o ouvem combinar com Morris sua ida aos "Senadores" (o nome da equipe de baseball de ambos). Sem conseguir nada que o ligue a Ross, Cooper tenta como um último recurso usar a bela agente Maddy para seduzir Richard e descobrir suas supostas informações.